# Alfio (prénom)
Alfio est un prénom masculin italien.
Il est fêté le 10 mai en Italie, particulièrement en Sicile.

## Étymologie et diffusion
Alfio est dérivé du latin Alphius. Ce prénom en soi a plusieurs étymologies possibles : un mot osco-ombrien signifiant blanc, qui serait apparenté au latin albus, un mot en grec ancien, ἀλφός (alphos), ou encore une variante de Alfeo, lui-même une variante italienne de Alphée, renvoyant à un personnage de la mythologie grec, ou encore au père de l'Apôtre Jacques d'Alphée.
Le prénom Alfio est peu usité. Il est plus diffusé en Italie, particulièrement en Sicile, mais y demeure plutôt rare, et ce prénom est d'autant plus assez ancien. Il peut être (rarement) trouvé au sein de la diaspora italienne, en Europe ou en Amérique.

## Variantes du prénom

### Équivalents féminins
Alfa, Alfia, Alfea

### Variantes linguistiques
Français: Alphée
Anglais: Alfie, Alphius
Latin: Alphius, Alpheus
Espagnol: Alfio
Sicilien: Arfiu
Portugais: Alfeu
Catalan: Alfi
Allemand: Alphäus
Néerlandais: Alfeüs
Russe: Альфий (Al'fiy)
Serbe: Алфej (Alfey)
Grec: Ἀλφαίος (Alphaios)

## Quelques Alfio célèbres
Alfio Basile, joueur et entraîneur argentin de football
Alfio Contini, directeur de la photographie italien
Alfio Ferlito, mafioso italien
Alfio Caruso, écrivain italien
Alfio Russo, journaliste italien, ancien directeur de Corriere della Sera
Alfio Origlio, pianiste de jazz français

## Alfio dans l'Opéra
Alfio est le nom d'un personnage de l'œuvre la plus célèbre de Pietro Mascagni, Cavalleria Rusticana. Dans l'histoire, qui se passe en Sicile, Alfio est un charretier dont la femme, Lola, le trompe avec Turiddu. Santuzza, abandonnée par Turiddu, se vengera en racontant tout à Alfio, qui finalement tuera Turridu dans un duel au couteau. Pour les amateurs d'Opéra, l'air de Alfio s'intitule "Il cavallo scalpita". Et ce rôle est tenu par un baryton dramatique (en général). Toutefois, un baryton lyrique et un baryton-basse peuvent aborder ce rôle, à condition d'avoir une voix assez large.